# Atlantic Terminal
Atlantic Terminal is een spoorstation in de wijk Fort Greene in Brooklyn, New York, van de Long Island Rail Road (LIRR). Het is het grootste en drukste station van Brooklyn. De sporen liggen boven straatniveau, aan de kruising van Atlantic Avenue en Flatbush Avenue, waar ook 4th Avenue op uitkomt. Het station ligt daar waar de wijk Fort Greene grenst aan Downtown Brooklyn.
Het station is rechtstreeks ondergronds verbonden met het metrostationcomplex Atlantic Avenue - Pacific Street wat aansluiting biedt op de lijnen 2, 3, 4, 5, B, D, N, Q, R en W.
In 2004 opende in het gebouwencomplex op vijf verdiepingen deels boven de stations de Atlantic Terminal shopping mall. Aangrenzend aan de overzijde van Atlantic Avenue is het Pacific Park project in volle ontwikkeling en bouw. De eerste component hiervan was het Barclays Center, het sportstadion dat in 2012 opende en thuisstadion is van de Brooklyn Nets waar sinds 2015 ook de New York Islanders de helft van hun ijshockeymatches spelen. Pacific Park is een gemengd commercieel - residentieel bouwproject. De eerste appartementsgebouwen openden in 2016. In 2018 waren vier van de veertien geplande bouwblokken gerealiseerd, de volledige afwerking is gepland tegen 2035.
Atlantic Terminal is de westelijke terminus van de Atlantic Branch, een aftakking die het Long Island Rail Road netwerk en zijn gebruikers in hartje Brooklyn brengt, met aansluitingen op vele metrolijnen naar de hele stadsagglomeratie. Alle treinen vertrekkend uit Atlantic Terminal maken de verbinding met Jamaica Station, het belangrijkste overstapstation ("hub") van de Long Island Rail Road. In het netwerk vertrekken standaard de treinen richting Far Rockaway, Hempstead en West Hempstead vanuit Atlantic Terminal hoewel ook treinen op de hoofdlijn en andere branches diensten naar dit station hebben, zelfs deels in functie van evenementen en sportmatches in Barclays Center.

## Geschiedenis
Het station opende als het station van Brooklyn met ook die naam in 1852. Het werd bediend door de toen gestarte Brooklyn and Jamaica Railroad. Op 2 juli 1877 werd het station hernoemd en kreeg het de naam Flatbush Avenue naar de aangrenzende laan. Die naam zou in gebruik blijven tot het station in 2010 zijn huidige naam en terminalgebouw kreeg.
Vanaf 1878 werd het station ook bediend door de Brooklyn, Flatbush and Coney Island Railroad wat bijkomende bouwwerken betekende.
De aansluiting (eerst alleen) op de Eastern Parkway Line van het metronetwerk startte in 1908 met de opening van voornoemd metrostation, intussen toegevoegd aan het National Register of Historic Places. Datzelfde jaar opende overigens in Ashland Place over het station de Brooklyn Academy of Music, in een bouwwerk ook geklasseerd in het National Register of Historic Places.